# Ambelau (île)
Ambelau est une petite île de l'archipel indonésien des Moluques. Située une vingtaine de kilomètres au sud-est de Buru et mesurant environ 10 km de diamètre, elle comptait près de 9 600 habitants en 2009.
Administrativement, Ambelau et les îles voisines forment un kecamatan du kabupaten de Buru du Sud, dans la province des Moluques, dont le chef-lieu est Namrole, la deuxième ville de Buru.

## Géographie et géologie

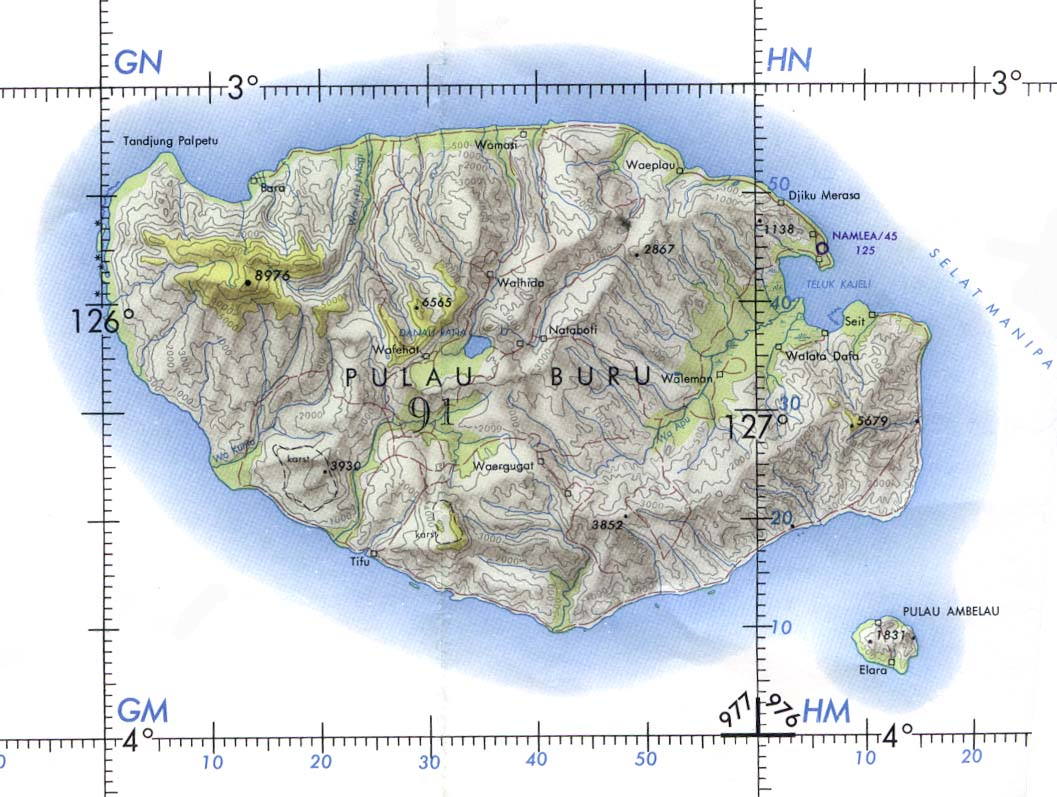
Buru : Ambelau est au sud-est.

L'île se trouve dans la mer de Banda au sud du détroit de Manipa, à 20 km au sud-est de la plus grande île de Buru. Elle a une forme relativement proche de l'ovale, avec une  légère extension au sud-est. Son diamètre maximum est de 10 km.
L'île est d'origine volcanique, et se compose de roches sédimentaires datant du Cénozoïque. Le relief est montagneux, dont les plus hauts sommets sont le mont Baula, culminant à 608 mètres d'altitude, et le mont Nona, culminant à 559 mètres d'altitude, se situant tous deux à l'ouest de l'île.
L'île a un relief qui s'élève à la verticale depuis la mer. Les surfaces planes se trouvent seulement sur les côtes sud et est. La majeure partie du territoire, surtout les zones montagneuses, est couverte par la forêt tropicale humide. L'île se trouve sur une zone sismique active sur laquelle les tremblements de terre sont fréquents. Le dernier d'envergure datait d'août 2006. La flore et la faune de l'île sont variées et sont similaires à celles de Buru. Il y a de nombreux récifs coralliens au large des côtes d'Ambelau.

## Administration
L'île se trouve dans la province indonésienne des Moluques. Jusqu'en 1999, l'île se trouvait dans le kabupaten des Moluques Tengah (Kabupaten Maluku Tengah), puis dans le kabupaten de Buru (Kabupaten Buru) dans laquelle l'île se trouvait isolée dans une unité administrative séparée, le kecamatan d'Ambelau.
En 2008, quand le kabupaten de Buru du Sud s'est séparé de celui de Buru, l'île en fit partie, conservant son statut de kecamatan isolé. L'île est divisé en sept unités administratives de rang inférieur, les desa et les kelurahan : Elara, Kampung Baru, Lumoy, Masawoy, Selasi, Siwar, et Ulimo,.

## Population et société

### Démographie
La majeure partie de la population d'Ambelau (soit 9 600 personnes en 2009) réside dans les plaines côtières, dans les villages de Kampungbaru (1 442 habitants), Lumoy (environ 950 habitants), Massawa (838 habitants), Selasi (1 174 habitants), Siwar (1 172 habitants), Ulimo (1 407 habitants) et d'Elara (2 610 habitants). La moitié de la population fait partie du peuple Ambelau, et l'autre moitié est issue de l'immigration des îles Moluques (principalement Bugis) ou appartiennent à l'ethnie javanaise. Ces derniers se sont déplacés sur l'île principalement à la suite du programme de migration à grande échelle lancé sous l'administration coloniale néerlandaise dans les années 1900 et sous l'autorité indonésienne des années 1950 aux années 1990.

### Langues
Les différents groupes ethniques parlent différentes langues et dialectes dans la vie de tous les jours (par exemple, l'ambelau). Toutefois, la plupart des adultes connaissent l'indonésien et l'utilisent en public ou afin de communiquer avec les autres groupes.

### Religion
La plupart des résidents d'Ambelau sont musulmans sunnites. Un petit nombre d'habitants est chrétien et certains pratiquent encore le culte local traditionnel.

## Économie
L'économie locale est dominée par l’agriculture. La culture du riz – la récolte la plus commune de la région – est entravée par le relief accidenté d'Ambelau et l'abondance de cochons sauvages (Babyrousa babyrussa) endommageant les récoltes (car il est rarement chassé du fait de la tradition islamique). Les petits espaces de terres fertiles sur les côtes sont utilisés pour faire pousser du maïs, du sagou, des patates douces, des fèves de cacao, de la noix de coco, du piment de la Jamaïque et de la noix de muscade. La pêche au thon est pratiquée dans les villages de Masawoy et d'Ulimo. Certains produits agricoles et de la pêche sont exportés dans l'île voisine de Buru, principalement sur les marchés de la ville de Namlea.

## Sources